# Zheng Haohao
Zheng Haohao (Huizhou, Guangdong, República Popular de China, 11 de agosto de 2012) es una skater china.
Además, es la deportista china más joven de la historia en participar en Juegos Olímpicos y la participante más joven en los Juegos Olímpicos de París 2024, quien participa en la disciplina de skateboarding en la rama femenil.

## Trayectoria deportiva
Comenzó su carrera deportiva a los 7 años por recomendación de un amigo. Posteriormente, se unió a un club local y, en 2021, Zheng se convirtió en la deportista más joven en competir en los Juegos Nacionales de China, donde consiguió el lugar 13. 
Fue seleccionada por el equipo de Guangdong y compitió en los Juegos Nacionales, finalizando en el lugar 14. En agosto de 2022, quedó en primer lugar en la rama femenil de skateboarding de los Juegos Provinciales de Guangdong.
En 2023, la skater comenzó a participar en competencias internacionales y debutó en Argentina en el World Skateboarding Tour. Mientras que, en los clasificatorios olímpicos de 2024, que se celebraron en Shanghái y Budapest, logró asegurar su presencia en los Juegos Olímpicos 2024.

## Premios y reconocimientos
- En 2022 ganó el título de skateboarding femenino de los Juegos Provinciales de Guangdong.[6]